# Ley de Parkinson de la trivialidad

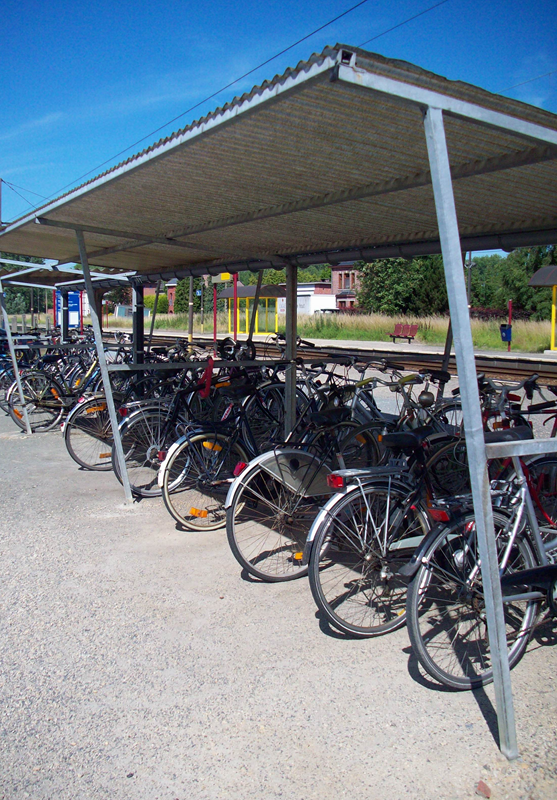
Un estacionamiento de bicicletas.

La ley de Parkinson de la trivialidad (también conocida como bikeshedding, el efecto del estacionamiento de bicicletas o el ejemplo del estacionamiento de bicicletas) es el argumento presentado en 1957 por Cyril Northcote Parkinson que establece que «la cantidad de tiempo que se dedica a un asunto es inversamente proporcional a su importancia».
Parkinson utilizó el ejemplo imaginario de un comité cuyo trabajo es aprobar planes para una central nuclear que dedicaba la mayoría de su tiempo a discusiones sin sentido sobre asuntos relativamente triviales e innecesarios, pero fáciles de entender (como qué materiales usar para las columnas del techo del aparcamiento de bicicletas), dejando de lado los asuntos más importantes sobre los diseños propuestos de la central nuclear en sí, lo cual no solo es mucho más significativo, sino también una tarea mucho más difícil y compleja de criticar constructivamente.
La ley ha sido aplicada al desarrollo de programas informáticos  y otras actividades. El término bikeshedding, que ha sido acuñado como una metáfora para ilustrar la ley de Parkinson de la trivialidad, fue popularizado en la comunidad de Berkeley Software Distribution por Poul-Henning Kamp,  y desde entonces se usa en la industria del software.

## Argumento
El concepto fue primeramente presentado como un corolario de su amplia parodia sobre la gestión, conocida como ley de Parkinson. Él dramatiza su ley de la trivialidad con el ejemplo de las deliberaciones de un comité sobre un reactor atómico, concentrando sus deliberaciones sobre el estacionamiento de bicicletas. Como él dice: “El tiempo invertido en cualquier aspecto de la agenda será inversamente proporcional a la suma [de dinero] involucrado.” Un reactor se usa porque es tan caro y complicado que el individuo medio no puede entenderlo, por lo que se asume que aquellos que trabajan en ello lo entienden. Por otro lado, cualquiera puede visualizar un barato y simple estacionamiento de bicicletas, por lo que planear uno puede desembocar en una discusión interminable, porque todos los involucrados quieren contribuir con su visión personal.
El problema se presenta cuando se sugiere construir algo nuevo para la comunidad (como un estacionamiento de bicicletas), y entonces todo el mundo quiere debatir el tema con detalle. Con esta metáfora se indica que no hace falta argumentar acerca de cada pequeño detalle cuando cada uno sabe lo suficiente como para hacerlo; es preferible solo construir el estacionamiento; asuntos triviales como el color pueden fácilmente ser discutidos o cambiados después. Algunas personas han comentado que la cantidad de ruido generado por un cambio es inversamente proporcional a la complejidad del cambio.
A causa de esto, el bikeshedding provoca discusiones sobre asuntos relativamente sin importancia, lo que resulta en largos debates. Puede atribuirse a que las personas quieren contribuir, pero no tienen el conocimiento o experiencia para hacerlo en asuntos más importantes. El bikeshedding puede dar lugar a discusiones que, si bien relacionadas con el tema, ahogan otros debates sobre cuestiones más relevantes.[cita requerida]
La discusión puede divagar sobre cualquier tema, y la probabilidad de divagar se incrementa a medida que la dificultad técnica del tema menos importante disminuye. Después de todo, a más dificultad técnica, menos son los participantes que realmente pueden entender lo que se está tratando. Aquellos que pueden suelen ser los expertos, quienes ya han participado en debates parecidos numerosas veces antes, y saben qué comportamientos son los idóneos para llegar a un consenso.[cita requerida]
Por lo tanto, el consenso es más difícil de lograr en problemas técnicos que son fáciles de entender y en temas anodinos, como estructura de las organizaciones, publicidad, financiación, etc. La gente puede intervenir en esas discusiones indefinidamente, porque no hay cualificaciones necesarias para hacerlo. También son causas que no existan formas claras de decidir si una decisión fue o no correcta, o que a la persona le interese retrasar la actividad.[cita requerida]

## Otras lecturas
- Karl Fogel, Producing Open Source Software: How to Run a Successful Free Software Project, O'Reilly, 2005, ISBN 0-596-00759-0, "Bikeshed Effect" pp. 135, 261–268 (also online)
- Grace Budrys, Planning for the nation's health: a study of twentieth-century developments in the United States, Greenwood Press, 1986, ISBN 0-313-25348-X, p. 81 (extracto en Google Books)
- Bob Burton et al., Nuclear Power, Pollution and Politics, Routledge, 1990, ISBN 0-415-03065-X, p. ix (extracto en Google Books)
- Darren Chamberlain et al., Perl Template Toolkit, O'Reilly, 2004, ISBN 0-596-00476-1, p. 412 (extracto en Google Books)
- Donelson R. Forsyth, Group Dynamics, Brooks/Cole, 1990, ISBN 0-534-08010-3, p. 289 (extracto en Google Books)
- Henry Bosch, The Director at Risk: Accountability in the Boardroom, Allen & Unwin, 1995, ISBN 0-7299-0325-7, p. 92 (extracto en Google Books)
- Brian Clegg, Crash Course in Personal Development, Kogan Page, 2002, ISBN 0-7494-3832-0, p. 3 (extracto en Google Books)
- Richard M. Hodgetts, Management: Theory, Process, and Practice, Saunders, 1979, ISBN 0-7216-4714-6, p. 115 (extracto en Google Books)
- Journal, v. 37–38 1975–1980, Chartered Institute of Transport, p. 187 (extracto en Google Books)
- Russell D. Archibald, Managing High-Technology Programs and Projects, John Wiley and Sons, 2003, ISBN 0-471-26557-8, p. 37 (extracto en Google Books)
- Kishor Bhagwati, Managing Safety: A Guide for Executives, Wiley-VCH, 2007, ISBN 3-527-60959-8,  p. 54 (extracto en Google Books)
- Jan Pen, Harmony and Conflict in Modern Society, (Trans. Trevor S. Preston)  McGraw–Hill, 1966 p. 195 (extracto en Google Books)
- Derek Salman Pugh et al., Great Writers on Organizations, Dartmouth, 1993, ISBN 1-85521-383-4, p. 116 (extracto en Google Books)
- The Federal Accountant v. 13 (9/63–6/64), Association of Government Accountants, Federal Government Accountants Association, Cornell University Graduate School of Business and Public Administration, p. 16 (extracto en Google Books)
- Al Kelly, How to Make Your Life Easier at Work, McGraw–Hill, 1988, ISBN 0-07-034015-3, p. 127 (extracto en Google Books)
- Henry Mintzberg, Power in and Around Organizations: Dynamic Techniques of Winning, Prentice–Hall, 1983, ISBN 0-13-686857-6, p. 75 (extracto en Google Books)
- The Building Services Engineer v.40 1972–1973, Institution of Heating and Ventilating Engineers (Great Britain), Chartered Institution of Building Services (extracto en Google Books)
- Charles Hampden-Turner, Gentlemen and Tradesmen: The Values of Economic Catastrophe,  Routledge, 1983, ISBN 0-7100-9579-1, p. 151 (extracto en Google Books)